# Werraaue Treffurt
Die Werraaue Treffurt erstreckt sich in einer Sohle des Werratals, unmittelbar an der thüringisch-hessischen Landesgrenze. In ihr befinden sich mit Wasser gefüllte ehemalige Kiesgruben mit ausgedehnten Röhrichten und Großseggenrieden, die zum Lebensraum für Vögel und Amphibien geworden sind. Die Biotope und Arten, die der Auenbereich beherbergt, gelten wegen ihrer Besonderheit als schutzwürdig. Um sie zu erhalten und Störungen von ihnen fernzuhalten, hatte das Thüringer Landesverwaltungsamt, als Obere Naturschutzbehörde, die Fläche im Juni 1996 zum Naturschutzgebiet erklärt. Die Werra wurde mit einer Länge von rund einem Kilometer, in ihrer ganzen Breite, mit in das Schutzgebiet einbezogen. Als eine der „Perlen“ des „Grünen Bandes“ wird die Treffurter Aue als ein wichtiger Trittstein in dem Biotopverbund entlang der Werra angesehen. Der geschützte Auenbereich setzt sich auf hessischer Seite mit dem Naturschutzgebiet „Frankenloch bei Heldra“ fort.

## Lage
Die Aue liegt südwestlich von Treffurt im westthüringischen Wartburgkreis. Die Fläche war in der Zeit der Teilung Deutschlands im militärischen Sperrgebiet der DDR und konnte sich weitgehend ungestört zu einem naturnahen Landschaftsteil entwickeln.
Im Westen wird das Naturschutzgebiet von der Landesgrenze zu Hessen begrenzt. Nördlich reicht es bis an zwei Bahndämme, deren Gehölze gegen die nahe Bundesstraße 250 abschirmend wirken. Die Bahndämme sind Relikte der „Vogteier Bimmelbahn“, die zwischen Treffurt und Mühlhausen verkehrte und der „Werratalbahn“ die zwischen Schwebda und Wartha über Treffurt fuhr. Südlich geht die Aue in das Bergland um den Heldrastein über.
Das Auengebiet, das sich hier auf eine Breite von über einem Kilometer weitet, gilt als der Beginn des Unteren Werratals, in der der Fluss nach dem vollzogenen Durchbruch durch die Muschelkalkrandplatten des Thüringer Beckens in die Buntsandsteinbucht eintritt. Es ist ein durch Ausräumung der Buntsandstein- und Zechsteinschichten sowie durch unterirdische Auslaugungen von Zechsteinsalzen entstanderer größerer Beckenbereich.
In der naturräumlichen Gliederung Deutschlands, die auf der Geografischen Landesaufnahme des Instituts für Landeskunde Bad Godesberg basiert, wird die Werraaue dem Treffurt-Wanfrieder Werratal (358.1) im Unteren Werrabergland (358) zugeordnet, das nach Westen in den Schlierbachswald (357.91) des Fulda-Werra-Berglands (357) übergeht. Sie gehören zu der Haupteinheitengruppe des Osthessischen Berglands (35). Die nördlich, östlich und südlich angrenzenden Wanfrieder Werrahöhen (483.22), Creuzburger Werradurchbruch (483.44) und Nördlicher Ringgau (483.43) sind Teileinheiten der Nordwestlichen Randplatten des Thüringer Beckens (483). Das innerthüringische, nur landesweit einteilenden System der Landesanstalt für Umwelt und Geologie (TLUG) ordnet die Treffurter Werraaue dem Naturraum Werrabergland - Hörselberge (3.3) zu.

## Boden
In der Nacheiszeit haben sich in dem Auenbereich bis zu sechs Meter mächtige Sedimente aus den herangeführten Materialien des Thüringer Waldes und den von der Werra durchflossenen Triaslandschaften abgelagert. Diese Schotter wurden bereits vor langer Zeit aus einigen Flächen ausgekiest, in deren aufgelassenen Gruben im Nordosten des Schutzgebiets drei kleinere Teiche entstanden sind. Südlich schließt sich ein weiterer Teich einer in den 1980er Jahren ausgebeuteten Kiesgrube an. Der Wasserspiegel der Baggerseen korrespondiert über das Grundwasser mit der Werra. In der Regel liegt der Wasserspiegel bis zwei Meter unter dem Niveau der Aueböden.

## Schutzgebiet

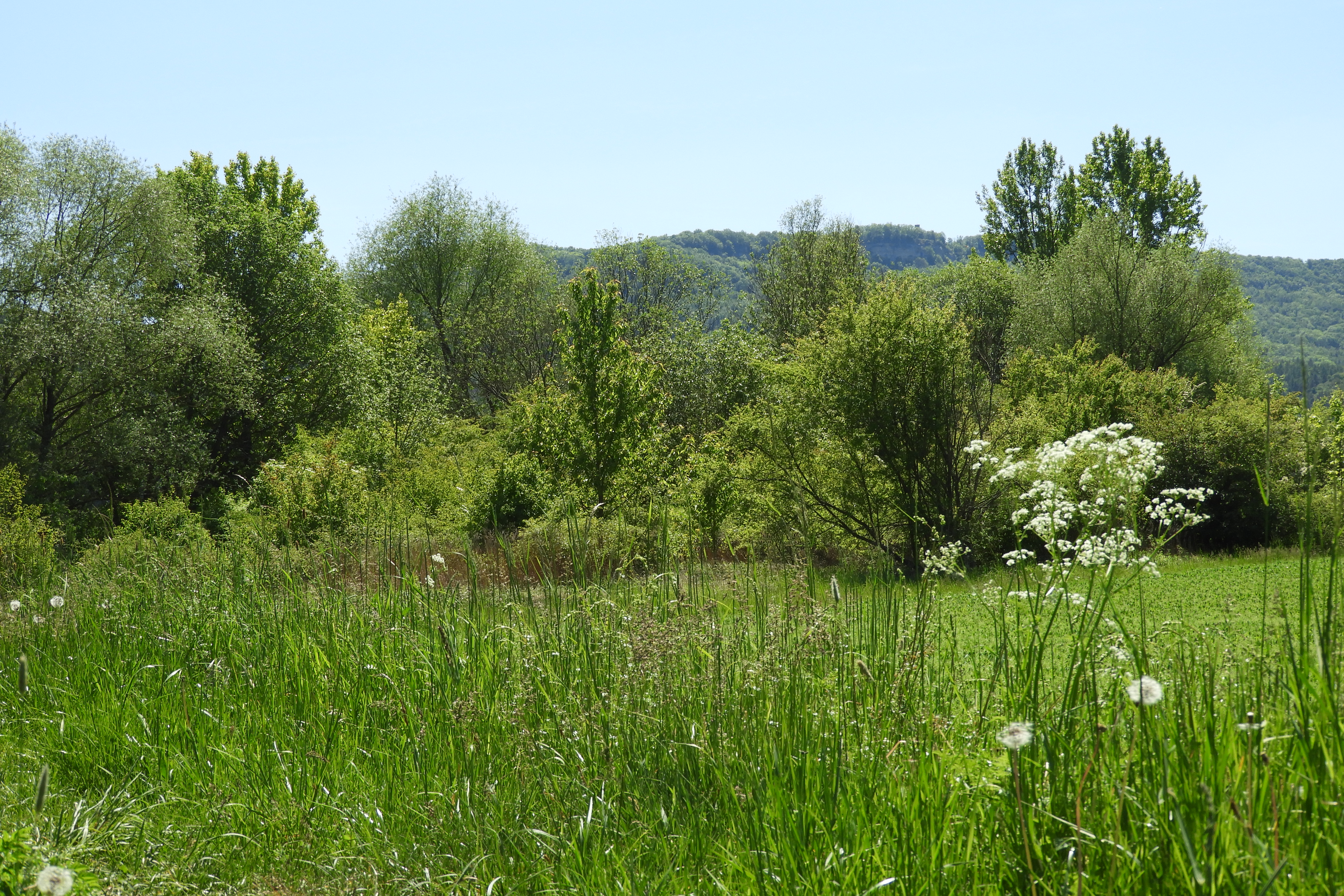
Um die Teiche haben sich teilweise Gehölzstreifen, in denen Weiden und Schwarzerlen dominieren, ausgebildet.

Am Werraufer und um die drei älteren kleinen Kiesgruben haben sich mehrschichtige Gehölzstreifen, in denen Weiden und Schwarzerlen dominieren, ausgebildet. Die Verlandungszonen in den Flachwasserbereichen der Gewässer gehen in ausgedehnte Schilfröhrichte und Großseggenriede über. Auf feuchten Standorten sind Hochstaudenfluren vorhanden. Die sich teilweise in starker Sukzession befindlichen Abschnitte zwischen den Gewässern bestehen aus mit zahlreichen Gebüschen durchsetzten blütenreichen Ruderalfluren, von dessen großem Angebot an Blüten, Samen und Früchten zahlreiche Insekten profitieren.
Wasservögeln und Röhrichtbewohnern bietet der Bereich angemessene Habitate. Die Kartierungen der Wiesenbrütergebiete Thüringens im Jahr 2000 und für den Thüringer Brutvogelatlas im Jahr 2006 brachten „beachtliche“ Brutnachweise, auch von besonders schutzwürdigen Arten, für das Gebiet. Zu dem vorkommenden Wassergeflügel gehören Gänsesäger, Blessralle, Zwergtaucher, Reiher-, Tafel-, Krick-, Knäk-, Löffel- und Schnatterente, Haubentaucher, Höcker- und Singschwan, Kormoran sowie Grau- und Silberreiher. Auch Eisvogel, Rohrammer, Blaukehlchen sowie Schwarz-, Grün-, Grau- und Buntspecht wurden im Schutzgebiet gesehen. Die seltene Beutelmeise findet in den ehemaligen Entwässerungsgräben ideale Brutbedingungen.
Mehrere Amphibien- und Reptilienarten haben in der Aue ihre charakteristischen Lebensbereich. Im Schutzgebiet wurden Kammmolch, Kreuzkröte, Laubfrosch und Seefrosch sowie Zauneidechse und Ringelnatter nachgewiesen. Besondere Bedeutung für Insekten, wie Schmetterlinge und Heuschrecken, besitzen die Ruderal- und Staudenfluren mit ihrem Blütenangebot, das in der gesamten Vegetationsperiode zur Verfügung steht.
An den stauden- und binsenreichen Ufern der Gewässer sind die Libellen zuhause, unter ihnen Große Pechlibelle, Blaugrüne Mosaikjungfer und Gemeine Winterlibelle. Für Laufkäfer besitzt das Gebiet landesweite Bedeutung wegen der hier vorkommenden Arten kiesiger Flussufer. In der ersten Hälfte der 1990er Jahre wurden von Wissenschaftlern mehr als siebzig Arten nachgewiesen.
In den 1950er Jahren riegelte die DDR-Führung mit dem Ausbau der Grenzanlagen ihr Land mit einem fünf Kilometer breiten Sperrgebiet zur Bundesrepublik Deutschland ab. Im Sperrgebiet, entlang der Grenze, verlief ein fünfhundert Meter breiter Schutzstreifen, in dem auch die Aue mit den Teichen lag. Die Baggerteiche, als die wichtigsten Angelgewässer der Treffurter Angler, waren damit für die Allgemeinheit gesperrt. Erst mit der Wiedervereinigung, durfte nach fast vierzig Jahren wieder dort geangelt werden. Die Einrichtung des Naturschutzgebietes und die Umsetzung der Maßnahmen der Schutzgebietsverordnung, in der ersten Hälfte der 1990er Jahre, verursachte Konflikte zwischen Naturschutz und Sportanglern, die befürchteten, dass ihnen erneut das Angeln dort versagt wird. Nach öffentlich geführten Auseinandersetzungen kam es später zu einem Nebeneinander von Gewässerstreifen mit Angelverbot, die weitgehend ungestört bleiben sollten, und Bereichen, an denen die Fischerei ausgeübt werden darf.

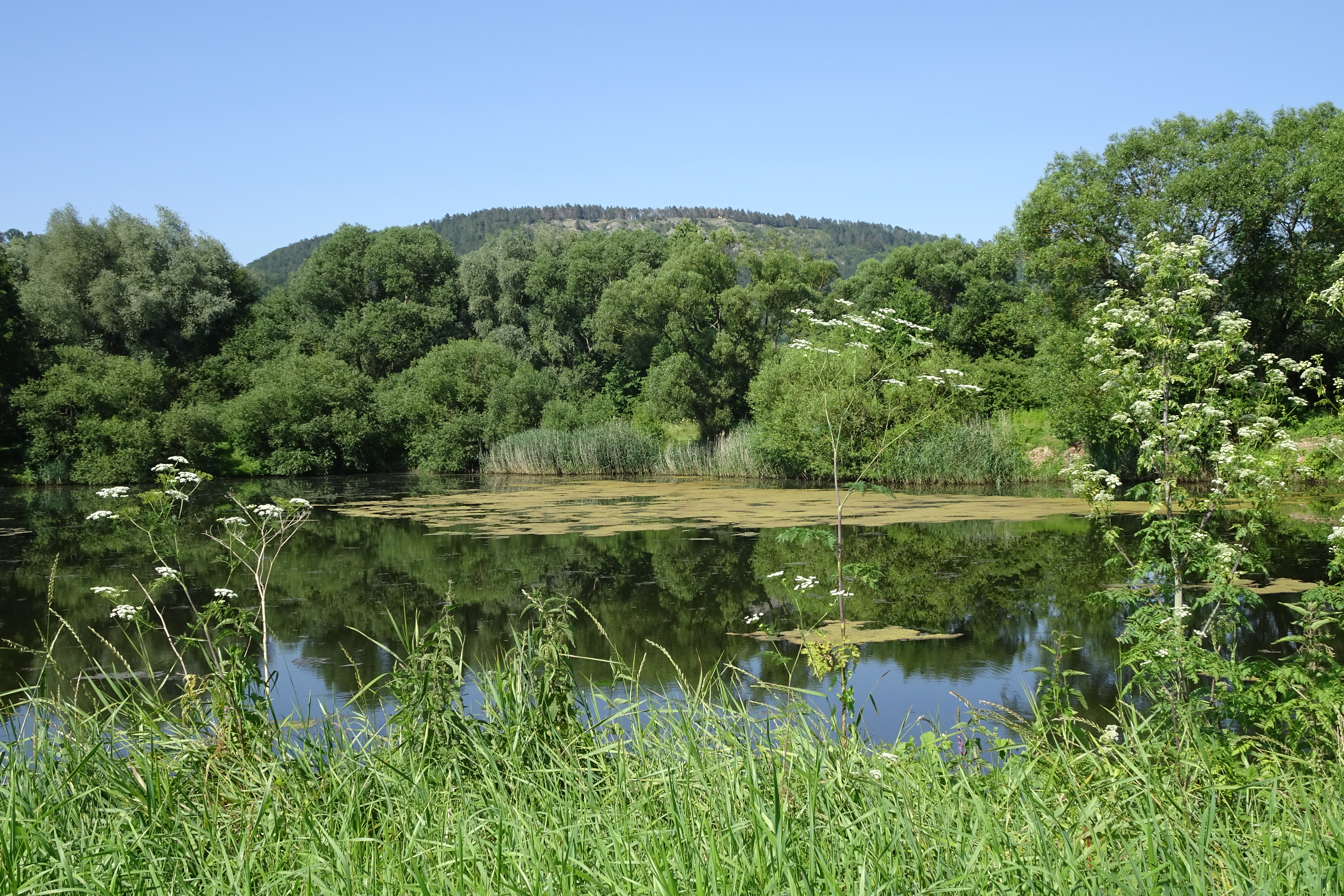
See im Nordosten der Aue mit dem Muschelkalkrücken der Adolfsburg im Hintergrund.
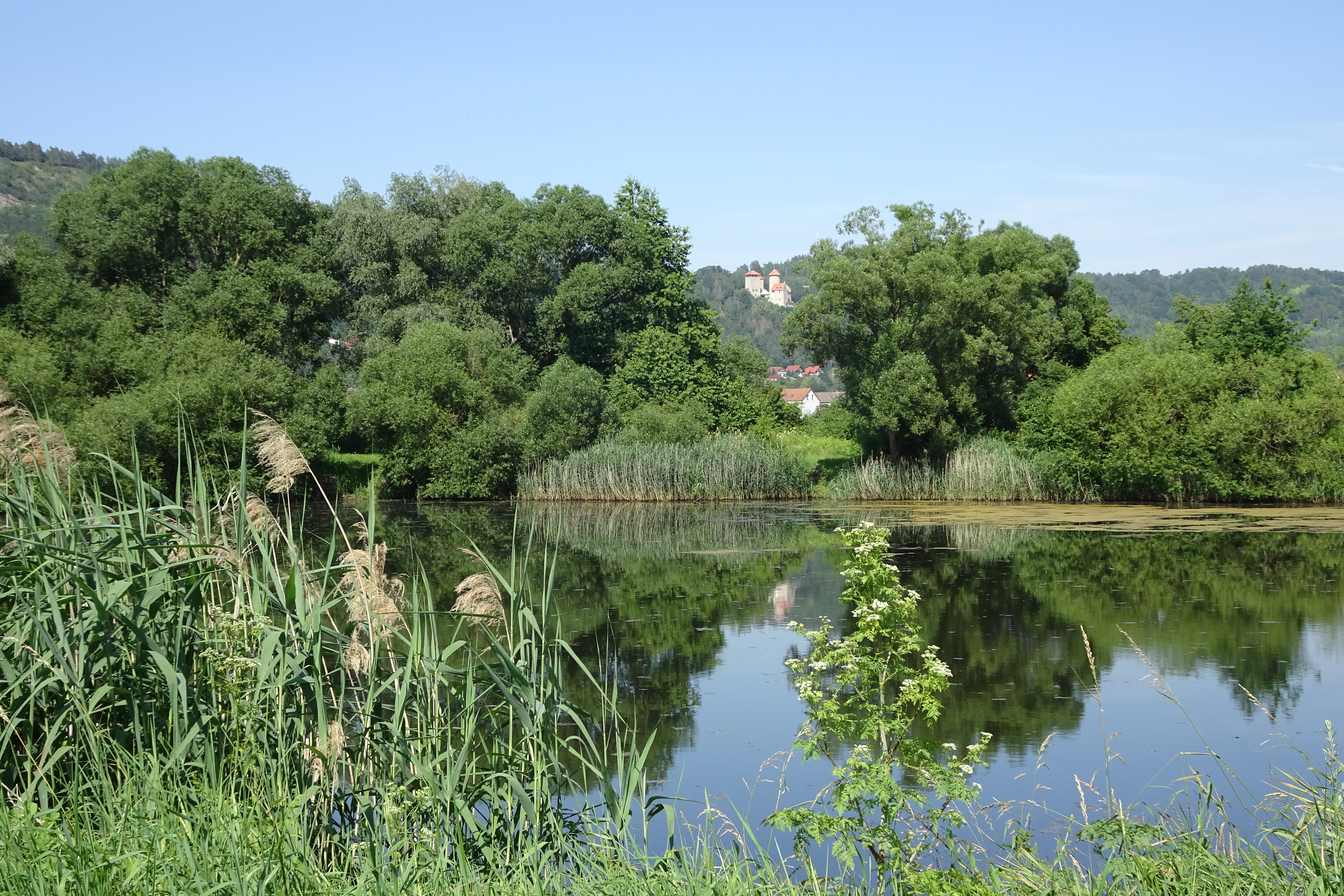
Eines der kleineren, bereits vor mehr als sechzig Jahren ausgekiesten Gewässer im nordöstlichen Teil.
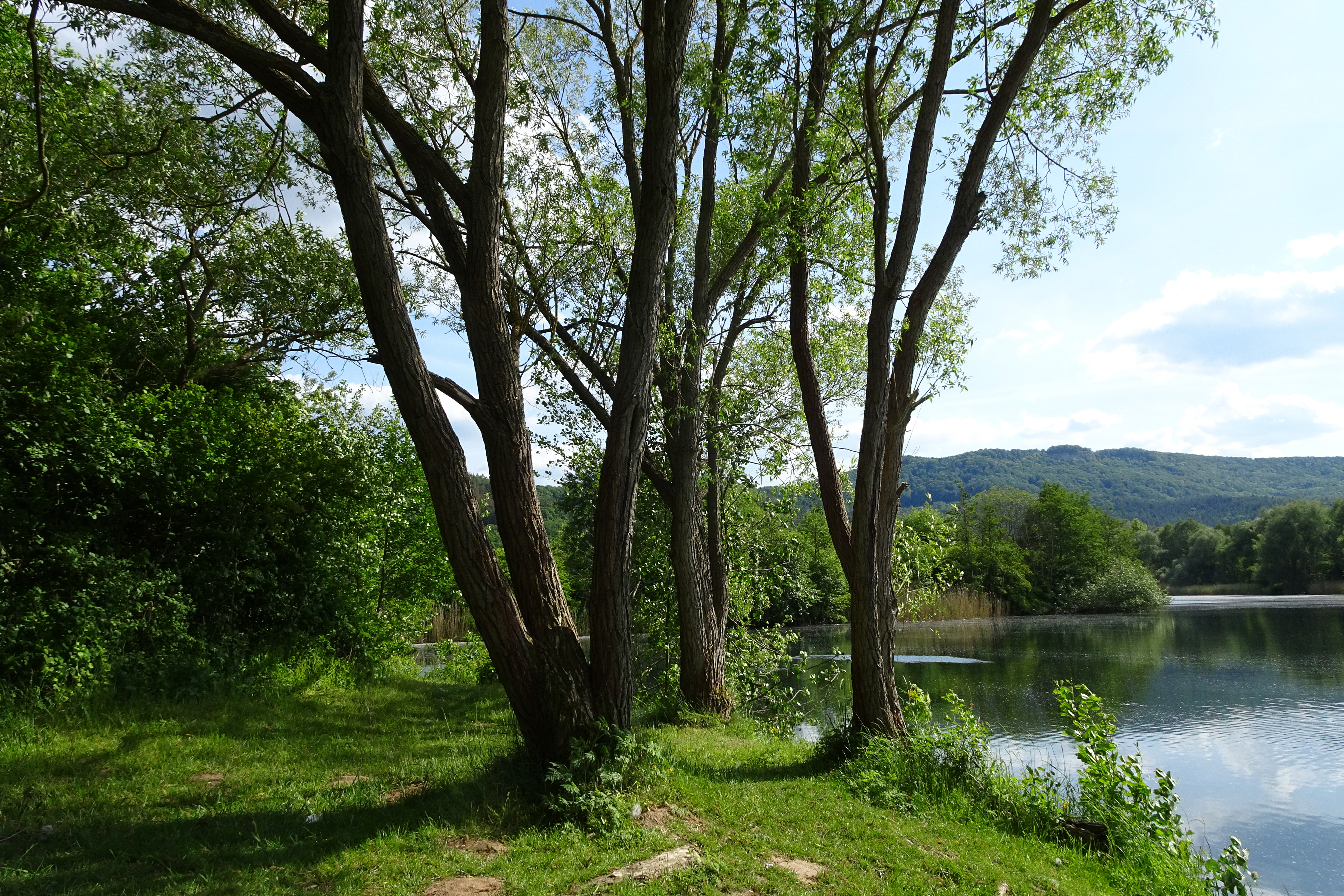
Motiv an der Ostseite, der in den 1980er Jahren ausgebeuteten Kiesgrube.

## Unterschutzstellung
- Naturschutzgebiet

Mit Verordnung vom 1. Juni 1995 des Thüringer Landesverwaltungsamtes in Weimar, als Oberer Naturschutzbehörde, wurde die Werraaue bei Treffurt zum Naturschutzgebiet erklärt. Der geschützte Bereich mit der thüringeninternen Kennung 208 besitzt eine Größe von 68,5 Hektar und hat den WDPA-Code 166254. Schutzziel war, die landschaftliche Schönheit und natürliche Eigenart der Werraaue zu erhalten und sie als Lebensraum vor allem für an Feuchtgebiete gebundene Vögel sowie Amphibien und Reptilien zu erhalten. Mit der Ausweisung als Naturschutzgebiet sollte der aus naturschutzfachlicher Sicht wichtigste Bereich zwischen der hessisch-thüringischen Grenze im Westen und der Werra im Osten, mit den sich seit der Aufgabe der Kiesgewinnung naturnah entwickelnden Teichen, vor nachteiligen Veränderungen bewahrt werden. Hier haben sich besonders schützenswerte, großflächige Schilfröhrichte, Großseggenriede, Ufergehölze, Verlandungszonen mit Flachwasserbereichen sowie Wiesenbrachen mit artenreicher Krautschicht entwickelt, die von Ruderal- und Hochstaudenfluren umgeben werden. Mit der Verordnung sollten ebenfalls die beiden ehemaligen Bahndämme im Norden des Gebiets mit ihren dichten Heckensäumen als Sicht- und Lärmschutz und als natürliche Grenze erhalten und geschützt werden.
- Fauna-Flora-Habitat-Gebiet

Die Werra, die die Aue durchfließt, ist Teil des Fauna-Flora-Habitat-Gebiets „Werra bis Treffurt mit Zuflüssen“. Allerdings nur der Fluss als solcher, ohne die angrenzenden Biotope, wie beispielsweise die Uferböschungen. Sie wurden nicht miteinbezogen. Das FFH-Gebiets erstreckt sich von den Quellbereichen bis zur Landesgrenze bei Treffurt und die vielen Teilflächen umfassen den Flusslauf der Werra in Thüringen mit einigen der Nebengewässer und teilweise auch angrenzenden Grünlandbereichen. Das 2.260 Hektar große Gebiet wurde im Juni 2004 durch das Thüringer Umweltministerium für das das europaweite System besonderer Schutzgebiete innerhalb der Europäischen Union vorgeschlagen, das die Erhaltung der biologischen Vielfalt zum Ziel hat. Mit dem Eintrag in die Liste von Gebieten von gemeinschaftlicher Bedeutung folgte im November 2007 die Bestätigung und im Juli 2008 die Aufnahme in das länderübergreifende Schutzgebietsnetz „Natura 2000“. Das FFH-Gebiet hat die die thüringeninterne Kennung 111, die europäische Gebietsnummer 5328-305 und den WDPA-Code 555520705.
- Naturpark Eichsfeld-Hainich-Werratal

Die Flächen des 858 Quadratkilometer großen Naturparks wurden im März 1990 durch das Nationalparkprogramm der DDR einstweilig gesichert und mit der Thüringer Verordnung über den Naturpark Eichsfeld-Hainich-Werratal vom 7. Dezember 2011 verbindlich festgelegt. Mit einer Höhenlage zwischen 144 und 543 m erstreckt er sich entlang der Landesgrenze zu Hessen.
- Benachbarte Schutzgebiete

An der westlichen Seite grenzt das hessische Naturschutzgebiet „Frankenloch bei Heldra“ (Kennung 1636029, WDPA163136) mit einer Größe von rund 9 Hektar direkt an die Treffurter Aue. Es dient ebenfalls dem Gewässer- und Auenschutz. Beide Flächen bilden eine räumliche und funktionale Einheit, die den in der Flussniederung lebenden Arten ein ausreichend großes Areal zur Verfügung stellen kann. Im Rahmen der der Umsetzung der Fauna-Flora-Habitat-Richtlinie wurde das Naturschutzgebiet mit dem gleichen Namen, den gleichen Grenzen und Erhaltungszielen als FFH-Gebiet (Gebietsnummer 4827-302, WDPA163136) in das länderübergreifende Schutzgebietsnetz „Natura 2000“ aufgenommen.
Außerdem gehört das Frankenloch zu dem im Jahr 1992 ausgewiesenem Landschaftsschutzgebiet „Auenverbund Werra“ (Kennung 2636002, WDPA378407), in dem naturnahe Gewässerabschnitte der Werra in den Landkreisen Hersfeld-Rotenburg und Werra-Meißner erhalten oder wiederhergestellt werden sollen.
- Nationales Naturmonument „Grünes Band“

Der Auenbereich mit seiner weitgehend unberührten Natur wird als bedeutsamer Teil in dem „Korridor der Artenvielfalt“ des „Grünen Bandes“ entlang der ehemaligen innerdeutschen Grenze angesehen. Das mit den Entscheidungen der Landesparlamente von Thüringen vom 9. November 2018 und von Hessen vom 26. Januar 2023 zum Nationalen Naturmonument erklärte Naturschutzgroßprojekt soll zur Erhaltung der biologischen Vielfalt in Deutschland beitragen. In dem Biotopverbund entlang der Werra ist das „Grüne Band“ ein wichtiger Trittstein, da in der heutigen Kulturlandschaft viele Tier- und Pflanzenarten durch eine „Verinselung“ ihres Lebensraumes als bedroht gelten. Ihre Bestände können sich nicht mehr austauschen, vielfach sterben sie lokal aus, weil sie zu klein geworden sind und eine Besiedelung weiter entfernt liegender Lebensräume nicht gelingt.

## Besucherhinweise

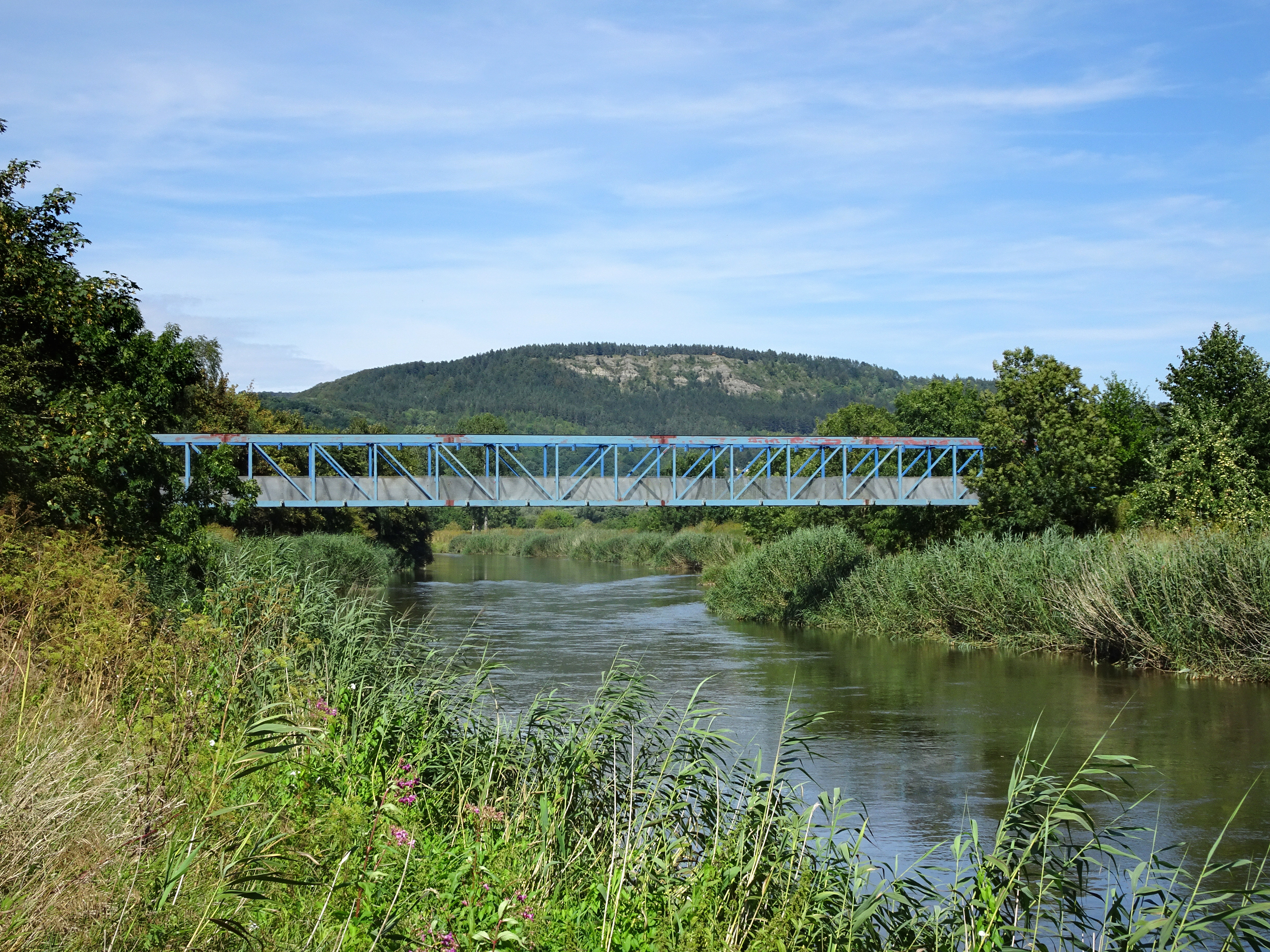
Die „Blaue Brücke“ über die Werra: Die einstige Flusssperre der DDR-Grenzanlage wurde zu einer Brücke für Radfahrer und Wanderer.

- Die geschützten Bereiche von Werraaue und Frankenloch können über einen Rundweg zwischen Treffurt und Heldra begangen werden.
- Ein Relikt aus der Zeit des Kalten Krieges ist die blaue Stahlbrücke, die im Schutzgebiet die Werra überquert. Von der einstigen Flusssperre in der DDR-Grenzanlage, die die Flucht über die Werra verhindern sollte, wurden nach der Grenzöffnung die Sperrgitter und die Roste entfernt. Den Aktiven der Interessengemeinschaft Heldrastein gelang es, die abgebauten Gehroste wieder zurückzubekommen und neu zu verlegen. Dadurch konnte eine weitere Wanderstrecke zum Heldrastein geschaffen werden.[18]
- Der mit dem Deutschen Wandersiegel ausgezeichnete Premiumwanderweg P6 verläuft im Grenzgebiet zwischen Thüringen und Hessen. Die zwölf Kilometer lange, „sportliche“ Tour führt über den „Barbarossa-Treppensteig“ auf das Muschelkalkplateau des Heldrasteins und über einen Serpentinenpfad wieder abwärts in die Aue.[19]
- Die Wandertour „Über Werra, Grenze und Grünes Band zum Heldrastein“ ist für Naturfreunde gedacht, die sich für das „Grüne Band“ und den Verlauf der ehemaligen innerdeutschen Grenze interessieren. Der rund 13 Kilometer lange Rundweg beginnt am ehemaligen Bahnhof in Treffurt und führt durch einen Bereich, wo der Verlauf der Landesgrenze Hessen-Thüringen besonders verwinkelt und verschlungen ist.[20]
- Vorbei an der nördlichen und westlichen Seite des Schutzgebiets verläuft der Werratal-Radweg.